# 르미에르 증후군
르미에르 증후군(레미에르 증후군, Lemierre's syndrome)은 속목정맥의 감염성 혈전정맥염이다. 젊거나 건강한 성인에서 세균성 인후염의 합병증으로 가장 자주 발병한다. 혈전정맥염은 심각한 질환으로, 혈액에 세균이 들어가는 균혈증이나 패혈색전증 등의 전신성 합병증으로 이어질 수 있다.
르미에르 증후군이 가장 흔히 발생하는 것은 푸소박테리움 등의 세균성 인후 감염이 편도주위농양으로 진행하면서 가장 흔히 발생한다. 농양의 깊은 쪽에 혐기성 세균이 증식할 수 있다. 농양의 벽이 안에서 파열되면 배액 시에 세균이 연부 조직으로 새어 나와 근처 구조를 감염시킬 수 있다. 인접한 속목정맥으로 감염이 전파되면 혈류를 통해 감염이 퍼지는 관문 역할을 하게 된다. 정맥을 둘러싸고 있는 염증과, 정맥이 압박되면서 혈전증으로 이어질 수 있다. 감염이 있을 수 잇는 혈전 조각은 색전으로서 심장 오른쪽을 거쳐 폐로 들어가고, 폐동맥의 가지를 막을 수 있다.
인후 감염 후에 따라오는 패혈증은 1918년 후고 쇼트뮐러(Hugo Schottmüller)에 의해 처음 기술되었다. 1936년 앙드레 르미에르(André Lemierre)는 인후 감염 후에 혐기성 세균으로 인한 패혈증이 발생한 20건의 증례를 묶어 보고하였다. 20건의 증례 중 18명은 사망하였다.